# الشرطة البحرية الفلسطينية
الشرطة البحرية الفلسطينية أو الشرطة البحرية في غزة هي إحدى فروع قوات الأمن الوطني الفلسطيني، هي بمثابة خفر السواحل ويقع مقرها في ميناء غزة. تأسست بعد اتفاق غزة أريحا أولا المُوقعة في 4 مايو 1994. تتولى مسؤولية الإشراف الكامل على الموانئ والساحل وتأميل الشريط الساحلي، لكن أنشطتها تقتصر على مسافة 6 أميال بحرية من الساحل.

## التاريخ
نصت اتفاقي غزة - أريحا على انسحاب جزئي لقوات الاحتلال الإسرائيلي من الأراضي الفلسطينية وإعادة انتشارها، لتوفير حكمًا ذاتيًا فلسطينيًا محدودًا لمدة خمس سنوات. مُنحت السلطة الفلسطينية صلاحيات تشريعية وتنفيذية وقضائية وشُرطية للحفاظ على النظام والأمن. ومن ضمن تفاصيل الترتيبات الأمنية على طول ساحل البحر الأبيض المتوسط لقطاع غزة، ذُكر في المادة 11 من الملحق الأول للاتفاقية حول الاتفاق على إنشاء مركز للتنسيق والتعاون البحري بين الجانبين وتقسيم البحر إلى مناطق (K، وL وM).
بعد الانقسام الفلسطيني في عام 2007، صار الجهاز تحت إدارة حكومة حركة حماس والتي ألحقته بجهاز الشرطة.
في ديسمبر 2016، أعلنت وزارة الداخلية والأمن الوطني الفلسطينية في قطاع غزة عن إطلاق جهاز الأمن الشُرطي البحري الجديد، وأعلنت عن توسيع صلاحياته ليُصبح مستقلًا عن جهاز الشرطة. وافتتحت مقره الجديد في شارع الرشيد جنوب غرب مدينة غزة.

## قائمة الاعتداءات الإسرائيلية
| / | التاريخ        | المُعتدي              | مكان الاعتداء                     | نتيجة الاعتداء                                                    | المراجع       |
| - | -------------- | -------------------- | --------------------------------- | ----------------------------------------------------------------- | ------------- |
| 1 | يناير 2002     | وحدة شايطيت 13       | ميناء غزة                         | إغراق زورقي دورية للشرطة البحرية ودمرت المقر ومستودعاته           | [ 6 ] [ 7 ]   |
| 2 | 13 ديسمبر 2001 | سلاح الجو الإسرائيلي | مدينة غزة                         | تدمير مقر الشرطة البحرية                                          | [ 8 ]         |
| 3 | 6 مارس 2002    | سلاح الجو الإسرائيلي |                                   | استشهاد عنصران من الشرطة البحرية في معارك                         | [ 9 ]         |
| 4 | 18 يناير 2008  | سلاح الجو الإسرائيلي | غرب دير البلح شاطئ السوادنية، غزة | تدمير مقري الشرطة البحرية                                         | [ 10 ]        |
| 5 | 27 ديسمبر 2008 | سلاح الجو الإسرائيلي | دير البلح جباليا                  | استشهاد 4 عناصر من الشرطة البحرية استشهاد 3 عناصر في مجمع البحرية | [ 11 ]        |
| 6 | 14 نوفمبر 2011 | سلاح الجو الإسرائيلي | بيت لاهيا                         | إصابة 4 عناصر واستشهاد عنصر من الشرطة البحرية                     | [ 12 ] [ 13 ] |
| 7 | 13 نوفمبر 2018 | سلاح الجو الإسرائيلي | مدينة غزة                         | تدمير مقر الشرطة البحرية                                          | [ 14 ]        |
| 8 | 22 أغسطس 2019  | سلاح الجو الإسرائيلي | مدينة غزة                         | تدمير مقر الشرطة البحرية                                          | [ 15 ]        |